# Antoine Denniée
Antoine Denniée (né le 17 janvier 1754 à Versailles et mort le 19 avril 1828 à Paris) est un intendant général de la Maison militaire du Roi et un des plus connus des inspecteurs aux revues sous l'Empire.

## Biographie
Antoine Denniée est né à Versailles en 1754. Son père, Pierre Denniée, exerce la profession de maître maçon. Quant à sa mère, Marie Antoinette (née Caillavère ou Caillivet), elle est tailleuse pour dames.
Antoine Denniée est nommé sous-lieutenant en 1769. En 1791, il devient commissaire des guerres et le roi Louis XVI le nomme commissaire-général de sa Garde constitutionnelle en novembre. Au licenciement de cette garde et pour échapper aux persécutions des soldats fidèles au roi, il rejoint l'armée et se retrouve employé comme commissaire ordonnateur à l'Armée du Var. Là, il est institué grand-juge d'une cour martiale et reçoit l'ordre d'examiner les papiers du général Bonaparte qui venait d'être arrêté comme terrosriste. Denniée s'acquitte de sa tâche avec justice et le général Bonaparte ne l'oubliera pas.

### Avec Bonaparte
Le général Bonaparte le nomme Ordonnateur en chef de l'Armée d'Italie le 31 mai 1796,. Il est ensuite inspecteur aux revues avec le grade de général de brigade le 7 février 1800. Il est ensuite nommé au Ministère de la guerre comme secrétaire général du ministère,. Napoléon lui confie même la direction de ce ministère en l'absence du maréchal Berthier lorsque ce dernier est aux armées  aux côtés de l'Empereur.
En mars 1808, il est nommé intendant général des armées françaises en Espagne. Fatigué, il est contraint de rentrer en France pour se soigner en 1811. Il devient baron de l'Empire en 1812. Napoléon prépare l'invasion de la Russie et ordonne que lorsque Denniée reprendra son service, il lui soit aussi confié la surveillance spéciale des opérations administratives des armées en Espagne.

### Le Cid et Chimène
Durant l'invasion de l'Espagne, des soldats français pillent le monastère de San Pedro à Cardeña et la sépulture contenant les dépouille du Cid et de Chimène. Ils dispersent les restes mortels du héros espagnol et de son épouse. Denniée intervient, permet de retrouver les crânes et les apporte en France. Il les renferme dans un coffret en acajou et les offre au ministre de la guerre, le Duc de Feltre en 1813 avec des procès-verbaux d'authenticité.

### Restauration
Sous la Restauration, il devient intendant général de la Maison militaire du roi.